# Eudòxia Baiana
Eudòxia Baiana, en grec antic Ευδοκία Βαϊανή, fou la tercera dona de l'emperador romà d'Orient Lleó VI el Filòsof, fill de Basili I el Macedoni i d'Eudòxia. Era membre de la família dels Opsicis (Opsicius). Va morir poc després en donar a llum i el fill també va morir, tot en una data incerta abans del 904, probablement el 901.
En la mateixa línia de les Cròniques de Teòfanes el Confessor, altres autors van seguir escrivint sobre la història de l'Imperi Romà d'Orient, sobretot durant el regnat de Constantí VII. S'ha conservat una col·lecció d'escrits amb el nom de Teòfanes continuat que fan menció i donen detalls d'aquesta Eudòxia.
Segons aquestes cròniques, Eudòxia seria originària del tema o regió d'Opsici. Aquest tema la formaven originalment les regions de Bitínia i Paflagònia, que comprenia els territoris des d'Abidos als Dardanels fins a Sinope, al mar Negre i a l'interior fins a Ancira. Avui, les terres que abans eren d'aquest tema constitueixen la major part del nord-oest de la Turquia asiàtica.
A la primavera de l'any 900, Lleó VI es va casar amb Eudòxia, quan les seves dues dones anteriors, Teòfano Martinàcia i Zoè Zaützena ja havent mort. La col·lecció històrica De Ceremoniis escrita per Constantí VII diu que Lleó VI havia tingut tres filles dels seus matrimonis anteriors, però no va tenir fills mascles. Amb el seu matrimoni amb Eudòxia, Lleó volia assegurar la seva successió. L'historiador Gueorgui Ostrogorski indica que un tercer matrimoni era tècnicament il·legal segons les lleis de l'Imperi i contrària a les pràctiques de l'Església Ortodoxa oriental vigents en aquell moment. Per poder casar-se, Lleó VI va haver de demanar autorització al patriarca de Constantinoble Antoni Caulees.
Un any després, Eudòxia va morir de part. Les cròniques de Teòfanes continuat suggereixen que el nen hauria mort al néixer. En canvi, la col·lecció De Ceremoniis, que menciona els fills de Lleó VI, parla d'un fill anomenat Basili, que podria indicar que el fill d'Eudòxia hauria sobreviscut. De Ceremoniis també indica que Eudòxia va ser enterrada a l'Església dels Sants Apòstols a Constantinoble.